# Лиски
Ли́ски — село в Україні, у Ладанській селищній громаді Прилуцького району Чернігівської області. Населення становить 215 осіб.

## Історія
Назва села Лиски походить від Лисої гори, яка височить на краю села. Віддавна на цій горі чомусь не ростуть дерева. Ходили легенди, що ця гора «нечиста», бо як відомо нам ще з казок, на Лису гору збирається на шабаш вся нечиста сила.
У письмових джерелах Лиски вперше згадуються у 1666 році в «Малоросійських переписних книгах», за якими в селі налічувалося 32 селянських дворів. Перепису козаків тоді не було, тому згадуються в книзі лише селяни. До 1757 року Лиски входили до полкової, а пізніше Переволочнянської сотні Прилуцького полку. По ревізійних книгах 1729 року налічувалося 37 дворів козаків.
У 1700 році в Лисках побудована дерев'яна Вознесенська церква, у якій до 1930 року зберігався напрестольний хрест з дарчим написом гетьмана Конашевича-Сагайдачного. При церкві була бібліотека, 2 земські школи, церковно-приходське піклування, будинок для квартири псаломщика. До приходу входили, крім села Лиски, село Рибці, хутір Янинин і Міняйлівка.
Село позначено на мапі 1812 року.
Село Лиски було вільним козачим селом. Лише після 1861 року в село прибуло три поселенці з колишніх кріпосних селян і один міщанин — крамар. Поміщицьких економій у селі не було, але в межах село були землі поміщика Троцини, котрий мав маєток в селі Охіньки. За переказами старожилів, саме на ці землі поміщик виселив своїх кріпаків за те, що були непокірними бунтівниками. Тут налічувалося 6 господарств, які після скасування кріпосного права так і залишилися жити на хуторі, і лише у 1935 році, були переселені в Лиски. Нині там вже немає й сліду від будівель, а лише залишилась назва — Хуторище.
У 1862 році у селі володарському та казенному Лиски була церква та 102 хати, де мешкало 700 осіб.
У 1911 році в селі Лиски була Вознесенська церква,  земська школа та жило 1413 особи.
У 1862 році в Лисках засноване сільське початкове народне училище. У 1910 році в училищі відкрився ще один клас. До 1941 року в селі була семирічна школа, що розміщалась в двох приміщеннях. При товаристві «Просвіта» у 1920 році займалися освічені, талановиті музиканти (грали на скрипках, басах та бандурі), актори-аматори, співці, декламатори, лектори. Всього налічувалося 36 осіб.
У 1922 році в селі народилася українська письменниця Марія Лісовська, батьки якої працювали учителями в сільській школі, тому змалечку прищепили їй любов до літератури.
До церкви села був приписаний хутір Янинин (Янино), який зник з мап після 1945 року.
Родом з Лисок також і краєзнавець Олексій Савон. У 2011 році видана його збірка краєзнавчих нарисів під назвою «Книга нашої пам'яті», у якій зібрані матеріали про історію Прилуччини та відомих особистостей, які жили, або так чи інакше мали відношення до краю. Також у книзі пропонується детальне дослідження родового дерева Савонів, починаючи з 1649 року.
Село газифіковане, має водогін, бетонну дорогу. Працює в селі амбулаторія та крамниці.
12 червня 2020 року № 730-р «Про визначення адміністративних центрів та затвердження територій територіальних громад Чернігівської області», Краслянська сільська рада об'єднана з  Ладанською селищною громадою.

## Політика

### Парламентські вибори, 2019
На позачергових парламентських виборах 2019 року у селі функціонувала окрема виборча дільниця № 740605, розташована у приміщенні фельдшерського пункту.
Результати
- зареєстровано 115 виборців, явка 74,78%, найбільше голосів віддано за «Слугу народу» — 53,49%, за Всеукраїнське об'єднання «Батьківщина» — 13,95%, за Радикальну партію Олега Ляшка — 12,79%[12]. В одномандатному окрузі найбільше голосів отримав Борис Приходько (самовисування) — 20,93%, за Сергія Коровченка (самовисування) — 19,77%, за Дмитра Пахомова (Слуга народу) — 12,79%[13].